# Ministerio Federal de Economía y Protección del Clima (Alemania)
El Ministerio Federal de Economía y Protección del Clima (en alemán: Bundesministerium für Wirtschaft und Klimaschutz, abreviado BMWK) es un departamento ministerial de la República Federal de Alemania. Anteriormente se la conocía como el "Ministerio de Economía". Se volvió a crear en 2005 como "Ministerio de Economía y Tecnología", después de que previamente se había fusionado con otros ministerios para formar el Ministerio Federal de Economía y Trabajo entre 2002 y 2005.

## Historia
El antecedente histórico del actual Ministerio Federal de Economía y Energía fue la Reichswirtschaftsamt (Oficina Económica del Reich), fundada en 1917. En 1919, se convirtió en el Reichswirtschaftsministerium (Ministerio de Economía del Reich), que existió hasta 1945.
En la Alemania ocupada, sus funciones fueron ejercidas por la Oficina Administrativa de Economía (en alemán: Verwaltungsamt für Wirtschaft) entre 1946 y 1949. Después de la fundación de la República Federal de Alemania, el Ministerio Federal de Economía (en alemán: Bundesministerium für Wirtschaft) existió bajo esa denominación desde 1949 a 1998. Desde mayo de 1971 a diciembre de 1972, se fusionó temporalmente con el Ministerio Federal de Finanzas, en el Ministerio Federal de Economía y Finanzas. 
En 1998 se le añadió la sección de tecnología procedente del Ministerio de Investigación, por lo que se convirtió en el "Ministerio Federal de Economía y Tecnología". Entre 2002 y 2005, se fusionó con secciones del antiguo Ministerio de Trabajo y Asuntos Sociales, en el Ministerio Federal de Economía y Trabajo. En el gabinete de Angela Merkel, las dos partes fueron una vez más separadas en 2005, por lo que se convirtió otra vez en el Ministerio Federal de Economía y Tecnología. La actual titular es Katherina Reiche (CDU).

## Estructura
El Ministerio está organizado en 8 departamentos y un departamento central:
- Departamento Central - Z
- Europa - E
- Economía - I
- Clase media - II
- Energía - III
- Industria - IV
- La política económica exterior - V
- Comunicación y correo - VI
- Tecnología - VII

El ministerio tiene su sede en Berlín.

## Funciones
El ministerio es responsable de
- el crecimiento de la competencia y la competitividad de la economía alemana;
- la reestructuración de la industria y el desarrollo de una economía del conocimiento;
- el suministro de energía;
- el comercio internacional;
- la aplicación del desarrollo sostenible.

## Ministros de Economía (desde 1949)
| Nombre (Nac.-Muerte)                               | Nombre (Nac.-Muerte)                 | Imagen                         | Partido                        | Período en el cargo            | Período en el cargo            | Canciller (Gabinete)             |
| Ministerio Federal de Economía                     | Ministerio Federal de Economía       | Ministerio Federal de Economía | Ministerio Federal de Economía | Ministerio Federal de Economía | Ministerio Federal de Economía | Ministerio Federal de Economía   |
| -------------------------------------------------- | ------------------------------------ | ------------------------------ | ------------------------------ | ------------------------------ | ------------------------------ | -------------------------------- |
|                                                    | Ludwig Erhard (1897–1977)            |                                | CDU                            | 20 de septiembre de 1949       | 16 de octubre de 1963          | Adenauer (I • II • III • IV • V) |
|                                                    | Kurt Schmücker (1919–1996)           |                                | CDU                            | 17 de octubre de 1963          | 30 de noviembre de 1966        | Erhard (I • II)                  |
|                                                    | Karl Schiller (1911–1994)            |                                | SPD                            | 1 de diciembre de 1966         | 7 de julio de 1972             | Kiesinger (I) Brandt (I)         |
|                                                    | Helmut Schmidt (1918-2015)           |                                | SPD                            | 7 de julio de 1972             | 15 de diciembre de 1972        | Brandt (I)                       |
|                                                    | Hans Friderichs (n. 1931)            |                                | FDP                            | 15 de diciembre de 1972        | 7 de octubre de 1977           | Brandt (II) Schmidt (I • II)     |
|                                                    | Otto Graf Lambsdorff (1926–2009)     |                                | FDP                            | 7 de octubre de 1977           | 17 de septiembre de 1982       | Schmidt (II • III)               |
|                                                    | Manfred Lahnstein (n. 1937)          |                                | SPD                            | 17 de septiembre de 1982       | 1 de octubre de 1982           | Schmidt (III)                    |
|                                                    | Otto Graf Lambsdorff (1926–2009)     |                                | FDP                            | 4 de octubre de 1982           | 27 de junio de 1984            | Kohl (I • II)                    |
|                                                    | Martin Bangemann (n. 1934)           |                                | FDP                            | 27 de junio de 1984            | 9 de diciembre de 1988         | Kohl (II • III)                  |
|                                                    | Helmut Haussmann (n. 1943)           |                                | FDP                            | 9 de diciembre de 1988         | 18 de enero de 1991            | Kohl (III)                       |
|                                                    | Jürgen Möllemann (1945–2003)         |                                | FDP                            | 18 de enero de 1991            | 21 de enero de 1993            | Kohl (IV)                        |
|                                                    | Günter Rexrodt (1941–2004)           |                                | FDP                            | 21 de enero de 1993            | 26 de octubre de 1998          | Kohl (IV • V)                    |
| Ministro Federal de Economía y Tecnología          |                                      |                                |                                |                                |                                |                                  |
|                                                    | Werner Müller (1946-2019)            |                                | -                              | 27 de octubre de 1998          | 22 de octubre de 2002          | Schröder (I)                     |
| Ministro Federal de Economía y Trabajo             |                                      |                                |                                |                                |                                |                                  |
|                                                    | Wolfgang Clement (n. 1940)           |                                | SPD                            | 22 de octubre de 2002          | 22 de noviembre de 2005        | Schröder (II)                    |
| Ministro Federal de Economía y Tecnología          |                                      |                                |                                |                                |                                |                                  |
|                                                    | Michael Glos (n. 1944)               |                                | CSU                            | 22 de noviembre de 2005        | 10 de febrero de 2009          | Merkel (I)                       |
|                                                    | Karl-Theodor zu Guttenberg (n. 1971) |                                | CSU                            | 10 de febrero de 2009          | 28 de octubre de 2009          | Merkel (I)                       |
|                                                    | Rainer Brüderle (n. 1945)            |                                | FDP                            | 28 de octubre de 2009          | 12 de mayo de 2011             | Merkel (II)                      |
|                                                    | Philipp Rösler (n. 1973)             |                                | FDP                            | 12 de mayo de 2011             | 17 de diciembre de 2013        | Merkel (II)                      |
| Ministro Federal para Asuntos Económicos y Energía |                                      |                                |                                |                                |                                |                                  |
|                                                    | Sigmar Gabriel (n. 1958)             |                                | SPD                            | 17 de diciembre de 2013        | 27 de enero de 2017            | Merkel (III)                     |
|                                                    | Brigitte Zypries (n. 1953)           |                                | SPD                            | 27 de enero de 2017            | 14 de marzo de 2018            | Merkel (III)                     |
|                                                    | Peter Altmaier (n. 1958)             |                                | CDU                            | 14 de marzo de 2018            | 8 de diciembre de 2021         | Merkel (IV)                      |
|                                                    | Robert Habeck (n. 1969)              |                                | Alianza 90/Los Verdes          | 8 de diciembre de 2021         | 6 de mayo de 2025              | Scholz (I)                       |
|                                                    | Katherina Reiche (n. 1973)           |                                | CDU                            | 6 de mayo de 2025              | Actualidad                     | Merz (I)                         |